# Ковердяево
Ковердяево — деревня в Андреапольском районе Тверской области. Входит в Хотилицкое сельское поселение.

## География
Расположена примерно в 11 верстах к западу от села Хотилицы рядом с озером Велия.

## История
В конце XIX — начале XX века деревня в Торопецком уезде Псковской губернии.

## Население
| 2002 | 2010 |
| ---- | ---- |
| 0    | →0   |